# Fragaria chiloensis
Fragaria chiloensis, o Maduixera de Xile és una de les dues espècies de maduixeres que s'han hibridat per a crear els moderns maduixots, altrament dits fragues (Fragaria × ananassa). Són notables les seves grosses maduixes. La seva distribució natural és les costes de l'oceà Pacífic d'Amèrica del Nord i Amèrica del Sud i també a Hawaii. Es creu que la seva dispersió ha estat a càrrec d'ocells migradors des del seu lloc d'origen de la costa del pacífic a Hawaii, Xile i l'Argentina.

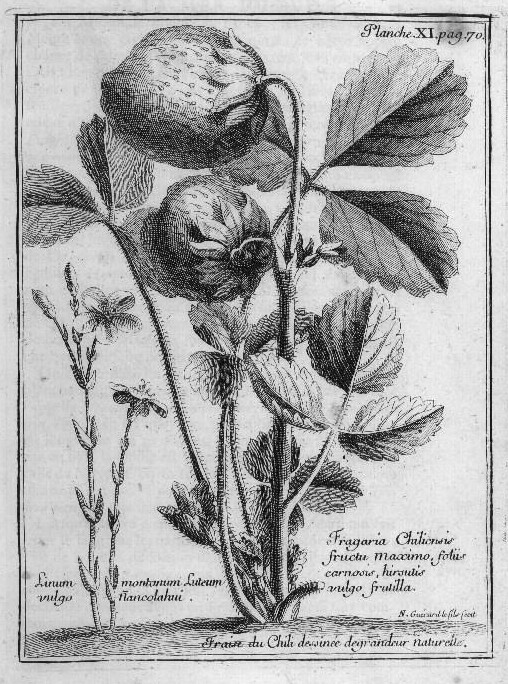
Fragaria chiliensis fructu maximo (F. chiloensis), il·lustració en l'informe d'A-F Frézier sobre el seu viatge a Amèrica del Sud (1716)

És una planta perennifòlia que fa de 15 a 30 cm d'alt amb fulles trifoliades, cada folíol fa uns 5 cm de llargada. Les flors són blanques produïdes a la primavera i principi d'estiu. El fruit és comestible, vermell en la superfície i blanc a l'interior.
Es comercialitza en alguns mercats d'Amèrica del Sud (en el castellà sud-americà se'n diu frutilla)
Amédée-François Frézier (1682–1773) va ser el primer a portar espècimens de Fragaria chiloensis al Vell Món.

## Subespècies
Hi ha moltes subespècies i formes:
- Fragaria chiloensis subsp. chiloensis forma chiloensis

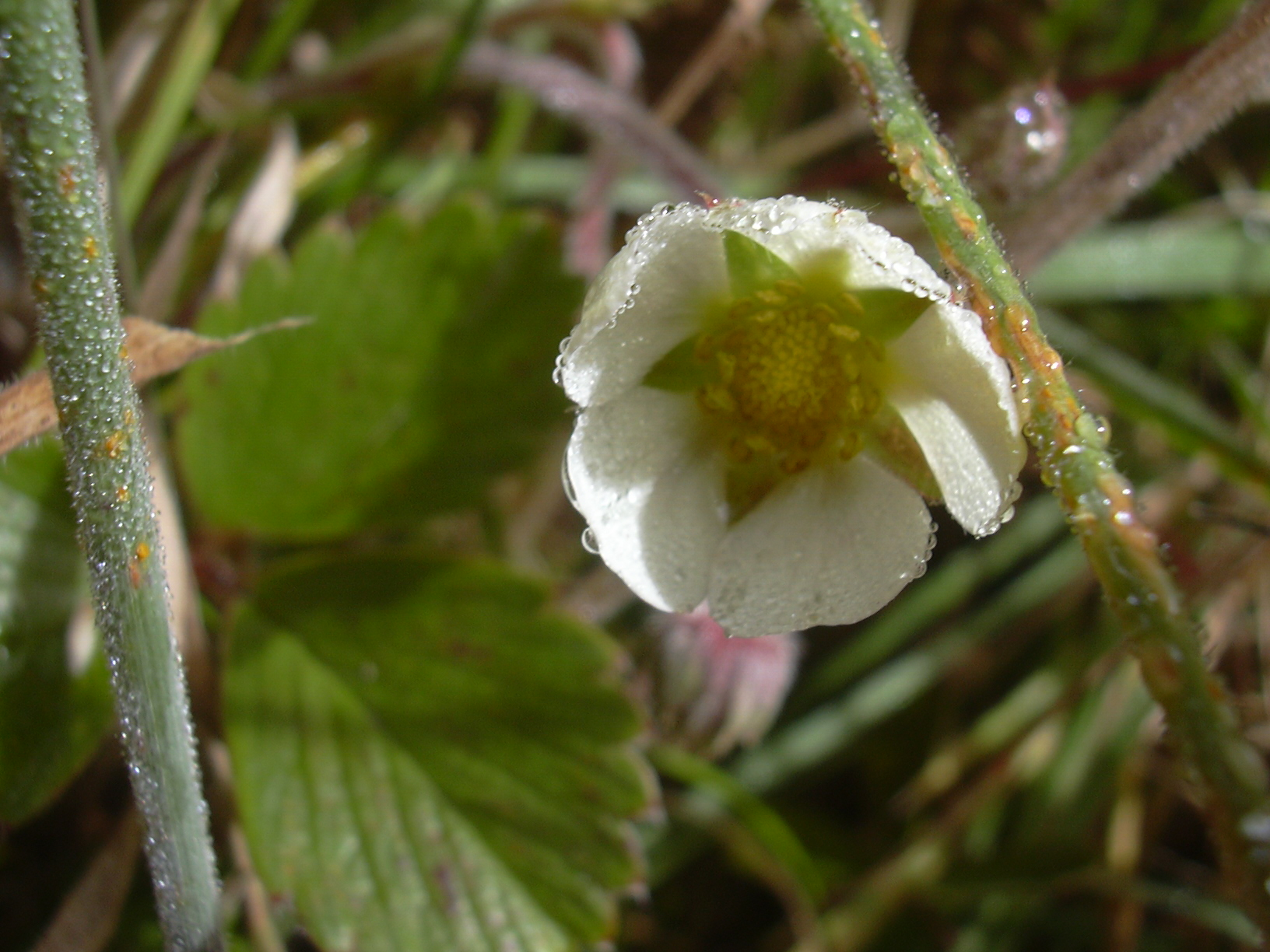
Fragaria chiloensis subsp. chiloensis forma chiloensis

- Fragaria chiloensis subsp. chiloensis forma patagonica (Argentina, Xile)
- Fragaria chiloensis subsp. lucida (E. Vilm. ex Gay) Staudt (costa de la Colúmbia Britànica, estat de Washington Oregon, Califòrnia)
- Fragaria chiloensis subsp. pacifica Staudt (costa d'Alaska, British Columbia, Washington, Oregon, Califòrnia)
- Fragaria chiloensis subsp. sandwicensis (Decne.) Staudt - ʻŌhelo papa (Hawaiʻi)

## Citologia
Totes les maduixeres tenen una base haploide i tenen 7 cromosomes. Fragaria chiloensis és octoploide, i té 8 conjunts d'aquests cromosomes amb un total de 56. La composició del genoma de les espècies de maduixera octoploides s'indica generalment com AAA'A'BBB'B'. El procés exacte d'hibridació i especiació del qual en resulten les espècies octoploides encara es desconeix, però sembla que la composició del genoma tant de Fragaria chiloensis com de Fragaria virginiana (i per extensió també de les maduixeres octoploides cultivades) són idèntics.